# تا وقتی که زنده‌ام
مادامیکه زنده‌ام (به هندی: जब तक है जान(جب تاک هی جان)) نام فیلم رمانتیک درامی در سال ۲۰۱۲ ساخت سینمای هند می‌باشد. کارگردان فیلم یاش چوپرا و نویسنده وتهیه‌کننده فیلم آدیتیا چوپرا پسر او می‌باشد.یاش چوپرا این فیلم را هشت سال پس از آخرین فیلمش ویر-زارا در سال ۲۰۰۴ کارگردانی کرده‌است واندکی پس از پایان فیلم یعنی در
تاریخ ۲۱ اکتبر۲۰۱۲ فوت کرد.این فیلم فروش خیلی خوبی داشت ودررتبهٔ چهارم پرفروش‌ترین فیلم‌های هندی در خارج از هند قراردارد.(پس ازسه احمق،من خان هستم وچنای اکسپرس)
کارگردانی،فیلمبرداری،اجرای شاهرخ خان و انوشکا شرما و همچنین زوج قدرتمند آنهانظر منتقدان را جلب کرد با این حال طرح قابل پیش‌بینی داستان را ازنقاط ضعف فیلم می‌دانند.
فیلم نقدهای مثبت رو به مخلوط درهند ونقدهای مثبت در خارج هند دریافت کرد.

## خلاصهٔ داستان
سمر آناند(شاهرخ خان)یک سرگرد متخصص خنثی‌سازی بمب است که بدون ترس از کشته شدن بمب‌های مختلف را خنثی می‌کند.آکیرا رای(انوشکا شرما)یک فیلمساز کانال دیسکاوری است که به دست سمر از غرق شدن در دریاچه نجات می‌یابد.سمر ژاکت خود را به او می‌دهد وآنجا راترک می‌کند.آکیرا در جیب ژاکت دفترچه خاطرات سمر را پیدا کرده و به ده سال پیش باز می‌گردد.سمر یک مهاجر است که در لندن زندگی می‌کند ودرخیابان آواز خوانده وکارهای پست دیگری انجام می‌دهد همچنین او یک کار پاره‌وقت به عنوان پیشخدمت در مراسم نامزدی میرا(کاترینا کایف)ونامزدش راجر دارد وآنجا میرا را ملاقات می‌کند.میرادریک خانوادهٔ مرفه هندی و بدون مادر بزرگ شده‌است.مادرش او را در۱۲ سالگی به خاطر مرد دیگری ترک کرده‌است.میرا همیشه در کلیسادعا می‌کند و از آدم‌هایی است که اصطلاحاً عادت به معامله با خدا دارد. آن‌ها به هم علاقه‌مند می‌شوند وسمر میرا را با مادرش آشتی می‌دهد.هنگامیکه میرا تصمیم می‌گیرد دربارهٔ سمر باپدرش حرف بزند،سمر با موتورش تصادف جدی می‌کند.
میرا از خدا می‌خواهد که اگر سمر نجات پیدا کرد او را رها کند و سمر بهبود می‌یابد.میرا سمر را ترک می‌کند وسمر که ضربهٔ روحی خورده میرا ولندن را باعصبانیت وناراحتی ترک می‌کند.او می‌خواهد با به خطر انداختن روزانهٔ زندگی‌اش ، با خدا بجنگد چون باور دارد که مرگ او تنها راهی است که باعث می‌شود میرا اعتقادش را به خدا ازدست بدهد.پس به هند می‌رود و به یک متخصص خنثی‌سازی بمب تبدیل می‌شود. آکیرا بعد از پایان خاطرات،اجازهٔ ساخت یک مستند در مورد گروه خنثی‌سازی بمب رادریافت می‌کند واز سمر وگروهش کمک می خواد وسمر هم با اکراه کمکش می‌کند وآکیرا هم کم کم به سمر علاقه‌مند می‌شود اما می‌داند که عشقش نتیجه‌ای ندارد.آکیرا مستند را تمام می‌کند و به لندن باز می‌گردد وسمر را هم به زور راضی می‌کند به لندن بیاید درآنجا سمر آکیرا را از یک تصادف نجات می‌دهد وخودش با ماشین تصادف می‌کند.در بیمارستان،متوجه می‌شوند که حافظهٔ سمر دچار اختلال شده و۱۰سال گذشته و همچنین دعوایش با میرا را فراموش کرده‌است.آکیرا میرا را می‌یابد ومی‌بیند که اوازدواج نکرده ومیرا تظاهر می‌کند ، همسر سمر است.همه چیز به خوبی پیش می‌رود تا اینکه سمر درایستگاه مترو بمبی راخنثی کرده وحافظه اش برمی گردد.سمر دوانتخاب به میرا می‌دهد.که یا با او بماند ویا ببیند سمر چگونه تا زمان مرگ زندگیش را به خطر می‌اندازد.سپس به کشمیر می‌رود تا بمبی را خنثی کند.میرا متوجه می‌شود که دعای او،سمر را به سرنوشتی بدتر از مرگ دچارکرده پس به کشمیر می‌رود و پس از اینکه سمر آخرین بمبش را خنثی کرد،به میرا پیشنهاد ازدواج می‌دهد.

## بازیگران
- شاهرخ خان در نقش سمرآناند
- کاترینا کایف در نقش میرا تاپار
- انوشکا شارما در نقش آکیرا رای
- انوپم کهیر درنقش پدر میرا
- نیتو سینگ در نقش پوجا(مادر میرا)
- ریشی کاپور در نقش عمران
- ساریکا در نقش دکتر زویی علی خان

## لیست آهنگ‌ها
| شماره# | آهنگ                 | خواننده(ها)                | مدت   | تصویر برداری روی       |
| ------ | -------------------- | -------------------------- | ----- | ---------------------- |
| ۱      | چالا                 | رابی شرگیل                 | ۰۵:۲۳ | شاهرخ خان،کاترینا کایف |
| ۲      | سانس                 | شریاگوشال،موهیت چوهان      | ۰۵:۲۸ | شاهرخ خان،کاترینا کایف |
| ۳      | ایشک شاوا            | راگاو ماتور،شیلپارائو      | ۰۴:۳۲ | شاهرخ خان،کاترینا کایف |
| ۴      | هیر                  | هرشدیپ کور                 | ۰۵:۱۶ | شاهرخ خان،کاترینا کایف |
| ۵      | جیاره                | نیتی موهان،رپ:صوفیا اشرف   | ۰۵:۲۱ | شاهرخ خان،انوشکا شرما  |
| ۶      | جب تاک هی جان        | جاوید علی،شاکتیسری گوپالان | ۰۳:۵۳ | آهنگ پس از اتمام فیلم  |
| ۷      | عشق دنس              | موسیقی سازی                | ۰۳:۳۱ | شاهرخ خان،کاترینا کایف |
| ۸      | سانس(دوباره)         | شریا گوشال                 | ۰۲:۰۶ | شاهرخ خان،کاترینا کایف |
| ۹      | جب تاک هی جان(دکلمه) | شاهرخ خان                  | ۰۲:۱۵ | شاهرخ خان              |

## جوایز فیلم فیر
- برندهٔ جایزهٔ یک عمر موفقیت:یاش چوپرا
- برندهٔ جایزهٔ بهترین بازیگر نقش مکمل زن:انوشکا شرما
- برندهٔ بهترین متن موسیقی:گلزاربرای چالا
- برندهٔ جایزهٔ استعداد جدید موسیقی:نیتی موهان
- نامزد بهترین خوانندهٔ مرد:رابی شرگیل برای چالا
- نامزد بهترین خواننده زن:شریا گوشال برای سانس
- نامزد بهترین خواننده زن:نیتی موهان برای جیاره
- نامزد بهترین متن موسیقی:گلزار برای سانس
- نامزد جایزه فیلم‌فیر برای بهترین بازیگر مرد: شاهرخ خان